# Direkte Demokratie im Kanton St. Gallen
Die direkte Demokratie im Kanton St. Gallen formte sich im 19. Jahrhundert mit dem Ausbau der Volksrechte auf Staats- und Gemeindeebene und der Konkretisierung der Volkssouveränität.
Dem Kanton St. Gallen gelang 1831 mit der Einführung des Volksvetos eine Pionierleistung. Sie war das Resultat einer politischen Kompromisslösung zwischen der bürgerlich-liberalen und ländlich-demokratischen Strömung im Verfassungsrat. Die Einführung des Vetos als Vorläufer des Referendums bildete die Geburtsstunde der modernen Demokratie in der Schweiz.

## Souveränität durch Bündnispolitik
Die sich um das Kloster gebildete städtische Siedlung unterstand seit dem Frühmittelalter der Fürstabtei St. Gallen. 1180 begann die Verselbständigung als der deutsche König St. Gallen zur Freien Reichsstadt machte, in dem er aus der Burgerschaft einen Reichsvogt einsetzte, der an seiner Stelle Recht sprach. Im Spätmittelalter versuchten Stadt und Abtei sich von König und Kaiser Vorteile gegenüber der anderen Seite zusichern zu lassen. 1270 fand ein organisierter Widerstand von St. Galler Gotteshausleuten gegen den Abt statt. Mit eigener gesetzgeberischer Tätigkeit (Stadtsatzungsbücher Mitte des 14. Jh., 1426, 1508, Zunftordnung) und Einführung von Räten wuchs die Autonomie gegenüber dem Kloster. Im 14. Jahrhundert beteiligte sich St. Gallen an Städtebünden im Bodenseeraum und ab dem 15. Jahrhundert mit den eidgenössischen Orten.
Der 1401 erfolgte Versuch der Fürstabtei ausser Gebrauch gekommene Abgaben wieder einzufordern, weckte den Widerstand und führte zu einem Bündnis mit dem Land Appenzell. In den Appenzellerkriegen kämpfte St. Gallen an der Seite der Appenzeller und Schwyzer gegen Fürstabtei und die Habsburger, was 1412 zum Bündnis mit den eidgenössischen Acht Alten Orte führte. 1454 wurde die selbständige Stadtrepublik St. Gallen Zugewandter Ort der Eidgenossenschaft. Der Versuch der Stadt, durch Vogteien und Ausbürger eine Herrschaft aufzubauen, scheiterte im St. Gallerkrieg (Rorschacher Klosterbruch).
Die von der Stadt angenommene Reformation führte zu einem langjährigen Streit zwischen Bürgerschaft/Stadt und dem Fürstabt im Klosterhof, dem das ganze, nun katholische Umland gehörte. Beigelegt wurde dieser Streit erst nach der Gründung des Kantons.

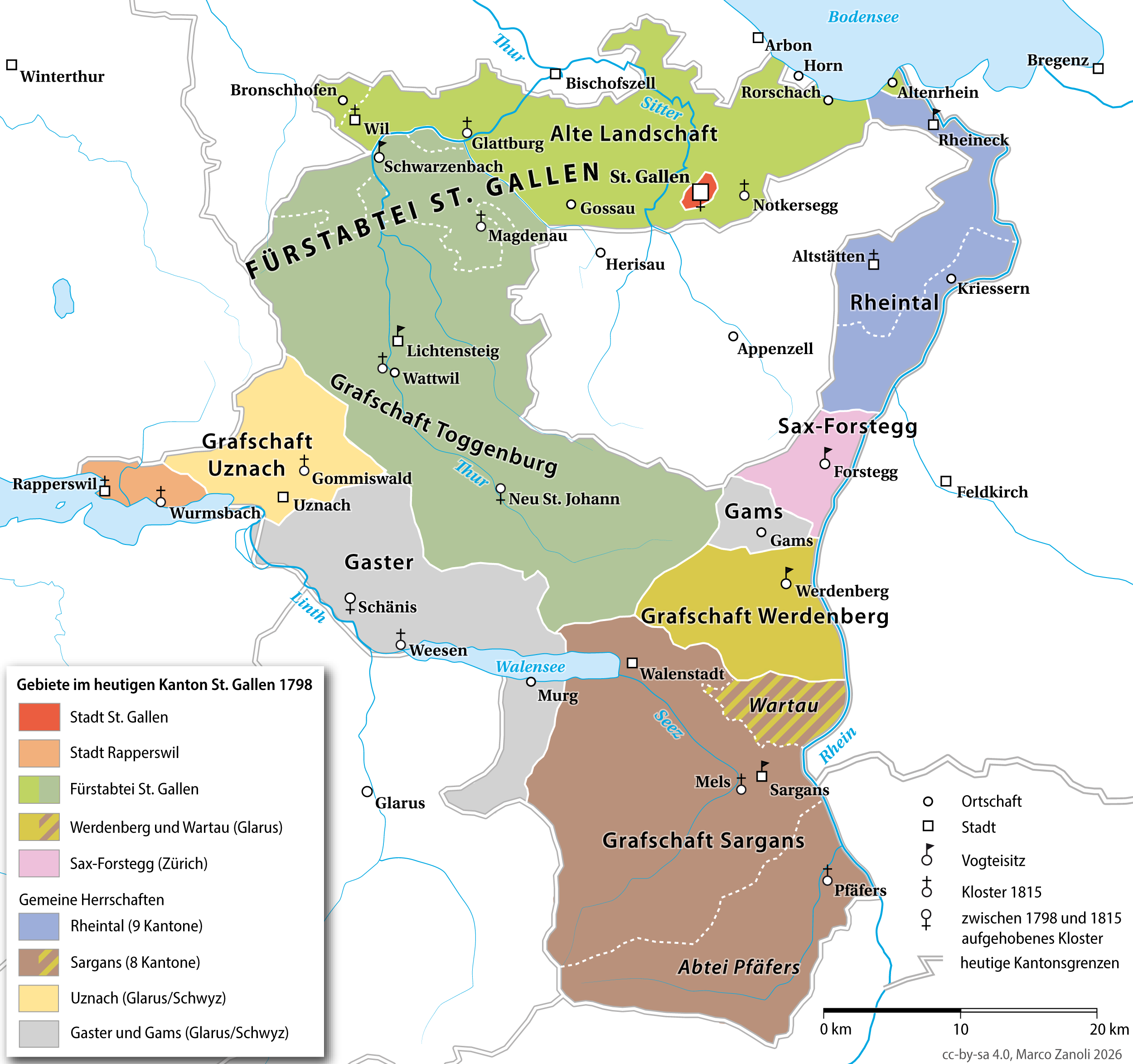
Die Bestandteile des Kantons St. Gallen, seit 1798 eigenständige Republiken

## Die Entstehung des Kantons aus eigenständigen Republiken
Im Rahmen der in der Helvetik erfolgten neuen Kantonsaufteilungen in der Schweiz wurden die Gebiete der Fürstabtei, der Stadt St. Gallen und Appenzells zum Kanton Säntis zusammengefasst.
Am 19. März 1803 verfügte Napoléon Bonaparte mit der Mediationsakte die Gründung des Kantons St. Gallen. Das Gebiet des Kantons entstand aus der Verschmelzung derjenigen Gebiete, welche nach der Wiederherstellung von Glarus, Schwyz und Appenzell von den helvetischen Kantonen Linth und Säntis übrig geblieben waren und die vor 1798 keine Einheit gebildet hatten: Die einzige Gemeinsamkeit, der weder kulturell, noch wirtschaftlich oder konfessionell eine Einheit bildenden Gebiete war der Wille zu Freiheit und Selbständigkeit. 1798 hatten sie alle eigenständige Republiken ausgerufen. Der erste Landammann St. Gallens, Karl von Müller-Friedberg, war an der Gründung massgeblich beteiligt. Mit dem Kanton entstand 1803 auch die erste Kantonsverfassung.

## Aufstand und Niederlage der ländlichen Demokraten 1814/15
Der Versuch der Wiederherstellung der Alten Ordnung (Restauration) nach dem Ende des französischen Einflusses und seine antidemokratischen Tendenzen weckten den Widerstand in der ländlichen Bevölkerung und den alten Untertanengebieten.
Die in der Schweiz gestreute Proklamation des Siegers gegen Napoleon, Fürst Schwarzenberg, dass sich die Kantone nach ihrem eigenen Gutdünken konstituieren dürften, interpretierten die Bewohner der ehemaligen Untertanengebiete in der Ostschweiz als Freibrief um ihre demokratischen Anliegen einzufordern: Als eine Mehrheit der Gemeinden im Sarganserland den Anschluss an den Landsgemeindekanton Glarus forderte, sah sich der Grosse Rat gezwungen, 1814 eine neue Kantonsverfassung zu verabschieden. Die verordneten Wahlversammlungen für die Kantonsräte führten zu weiteren Unruhen.
Als das Militär aus der Hauptstadt ins Rheintal einrückte, wurde es vom mit Knüppeln und Gewehren bewaffneten einheimischen Landsturm aufgehalten. Nachdem die von der Tagsatzung nach Sargans geschickten Vertreter von der Volksbewegung beinahe tätlich angegriffen wurden, folgte eine Intervention eidgenössischer Truppen, weil man die kantonale Integrität in Frage gestellt sah. Auch einige europäische Minister monierten, dass ein Zerstückeln des Kantons St. Gallen nicht in Frage komme. Der militärische und politische Druck liess die St. Galler Volksbewegung verstummen.

## Verfassungskampf und Kompromiss für die direkte Demokratie 1830/31
Die zweite St. Galler Volksbewegung erfolgte während der Regeneration, als nach der Pariser Julirevolution die benachbarten Monarchien mit sich selbst beschäftigt waren. Weil England, Frankreich und Preussen zudem das Prinzip der Nichteinmischung verfolgten, waren die Emanzipationsbewegungen unter ihrem Schutz überall erfolgreich, so auch in der Schweiz, wo viele Kantonsverfassungen auf eine moderne demokratische Basis gestellt wurden.
Den Auftakt zur Veränderung machte Joseph Anton Henne 1830, als er die Kantonsratsmitglieder aufforderte, ihre Berichte und Meinungen über die parlamentarischen Debatten zur Veröffentlichung einzusenden. Im gleichen Jahr brachte Gallus Jakob Baumgartner seine Flugschrift Wünsche und Anträge eines St. Galler Bürgers für Verbesserung der Staatseinrichtungen dieses Kantons, in siebenundvierzig Punkten in Umlauf. Der Grosse Rat beschloss darauf am 14. Dezember 1830 eine Verfassungsrevision und sprach sich für das Prinzip der Volkssouveränität aus.
Eine breite Volksbewegung wollte jedoch weitergehen und die herrschenden Verhältnisse durch eine rein demokratische Verfassung beseitigen. Populäre Wirte, wie Joseph Eichmüller in Altstätten und Kreuz-Wirt Raymann in St. Gallenkappel sowie Wirte in den Bezirken Uznach und Gaster und bei Wattwil organisierten Volksversammlungen, an denen jeweils bis zu 3.000 Männer teilnahmen. Als Reaktion beschloss das Kantonsparlament vom Volk einen Verfassungsrat wählen zu lassen, wobei der verhasste Zensus per sofort fallengelassen wurde.
Im Zuge der St. Galler Regeneration und Verfassungsentwicklung und um die Einführung des Gesetzesvetos zu unterstützen verfasste der Jurist Franz Anton Good 1830 einen der ersten und wichtigsten theoretischen Texte zur direkten Demokratie, den er 1831 nach Annahme der Verfassung unter dem Titel Die Souveränität und das Veto des St. Gallischen Volkes veröffentlichte. Entscheidend war für Good die Ratsversammlung vom 14. Dezember 1830 gewesen, in der die Volkssouveränität des Kantons St. Gallen ausgesprochen wurde, die für das Volk eine neu zuerkannte Würde im Sinne Pufendorfs bedeuten würde.
Am 7. Januar 1831 versammelte sich der Verfassungsrat, beschloss seine Sitzungen öffentlich abzuhalten und ermunterte das Volk, Wünsche und Entwürfe einzureichen, was es dann auch ausgiebig tat. Dieser Wandel war das Ergebnis einer Koalition von reformfreudigen Liberalen und Demokraten im Verfassungsrat. Die Reformkoalition zerbrach, als die Demokraten drohten den Rat zu verlassen, falls die Verfassung nicht auf dem Prinzip der direkten Demokratie basieren würde. Als die Liberalen realisierten, dass sie mit ihrer repräsentativen Demokratie keine Mehrheit finden würden, tauchte mit der Idee des Vetos ein Kompromissvorschlag auf, dem die Mehrheit im Verfassungsrat zustimmen konnte.
In den ländlichen Regionen verfolgte man die Debatte mit Argwohn und persönlicher Präsenz wie beim Stecklidonstig, als rund 600 mit Stöcken bewaffnete Rheintaler in St. Gallen aufmarschierten. Am 23. März 1831 wurde die dritte Verfassung von der Mehrheit der stimmberechtigten St. Galler Männer angenommen, wobei auch die Nichtstimmenden mitgezählt wurden. Obschon sich die Demokraten wegen dieses Abstimmungstricks als Verlierer sahen, brachte die Verfassung von 1831 nachhaltige Mitbestimmungsmöglichkeiten auf kantonaler Ebene und das Veto bildete den ersten Schritt zur direkten Demokratie. Da die politische Debatte nun offen und kontrollierbar im Rahmen eines demokratisch legitimierten Verfassungsrates geführt wurde, wurden Gewaltaktionen obsolet.

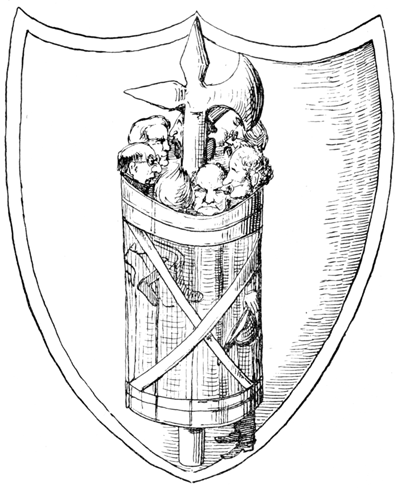
«Der Frieden von Gallörien, dargestellt im neugeflickten und frisch geschnürten St. Gallerwappen». Karikatur auf die St. Galler Verfassung von 1861. In der Mitte der Fasces Gallus Jakob Baumgartner, der wesentlich im Verfassungsrat mitwirkte

## Friedensverfassung von 1861 bis heute
Der Staat-Kirche-Gegensatz zwischen dem katholisch-konservativen und dem liberal-radikalen Lager spitzte sich zu und die unter diesem Einfluss durchgeführten Grossratswahlen von 1859 endeten mit einem Sieg der Konservativen. Arnold Otto Aepli gelang es im leidenschaftlichen Parteienkampf zu vermitteln. So wurde er zum Vater der neuen, vierten kantonalen Verfassung von 1861. Die sogenannte Friedensverfassung entschärfte wesentlich den Parteienkampf zwischen Radikalen und Konservativen und legte dadurch eine wichtige Grundlage für die gedeihliche Entwicklung des Kantons.
Der Streit zwischen Demokraten und den Liberalen, bei dem erstere die direkte Demokratie und letztere das Repräsentativsystem bevorzugten, führte 1880 zu deren Trennung. Eine demokratische Parteiversammlung 1888 in Wil gab schliesslich den Anstoss für eine demokratische Verfassungsrevision, bei der neben den älteren demokratischen Forderungen (obligatorisches Gesetzesreferendum, Volksinitiative, Volkswahl der Regierungs- und Ständeräte) auch neue (obligatorisches Finanzreferendum, proportionales Wahlverfahren, Schwurgerichte, einen Ausbau der Sozialpolitik) berücksichtigt werden sollten.
Der 1889 zusammengetretene Verfassungsrat konnte nicht alle Forderungen erfüllen, sondern erreichte für die fünfte kantonale Verfassung vom 16. November 1890 einen Kompromiss zwischen dem Programm der Allianz zwischen den Demokraten und den Katholisch-Konservativen sowie dem Programm der Liberalen: Erweiterung der Volksrechte (Volksinitiative, Volkswahl der Regierung), Ausbau der Sozialpolitik und des bürgerlichen Schulwesens.
Frauen erhielten im Jahr 1972 das kantonale Stimm- und Wahlrecht.
Die heute gültige, sechste Verfassung wurde in der Volksabstimmung vom 10. Juni 2001 angenommen.